# Гудки (Кировская область)
Гудки — упразднённая деревня в Шабалинском районе Кировской области России. Входила по данным на 1939 год в 1-й Высоковский сельсовет, ныне (2025 год) территория Новотроицкого сельского поселения.
Малая родина Героя Советского Союза М. П. Баранова (1904—1985).

## Название
Список населённых мест Вятской губернии 1859—1873 гг.
приводит два основных названия починка и два неосновных: Гладкораменский и Займище Барановское (Гутковчи, Гутки). Подворная опись 1884—1893 гг.
упоминает починок	Гладкораменский (Займище Барановское, Гудки). К 1926 году — деревня	Гудки, Гладко-Раменское. К 1939 году — деревня Гудки.

## География
Расположена местность, где находилась деревня, в западной части региона, в пределах Волжско-Ветлужской равнины, в подзоне южной тайги, к югу от деревни Зотовцы, у реки Грязновка.
Источник середины XIX века (Список населённых мест Вятской губернии 1859—1873 гг.) описывает месторасположение деревни следующим образом: «в верховьях р. Ветлуги и её притоков, погранично с Костромской губернией».

### Климат
Климат характеризуется как континентальный, с продолжительной холодной снежной зимой и умеренно тёплым коротким летом. Среднегодовая температура — 1,6 °C. Средняя температура воздуха самого холодного месяца (января) составляет −13,8 °C; самого тёплого месяца (июля) — 17,5 °C . Безморозный период длится 89 дней. Годовое количество атмосферных осадков — 721 мм, из которых 454 мм выпадает в тёплый период.

## История
До упразднения уездно-губернского деления входила в состав Высоковского общества Ключевской волости Котельничского уезда. К 1926 году входила в
Высоковский сельсовет. К 1939 году — в 1-й Высоковский сельсовет.
После 1939 году исключена из учётных данных. 

## Население
Всесоюзная перепись населения 1926 года зафиксировала постоянное население в 147 человек, из них 68 мужчин, 79 женщин.
Всесоюзная перепись населения 1939 года — 40 человек, из них 15 мужчин, 25 женщин.

## Известные уроженцы, жители
- Баранов, Михаил Павлович (1904—1985) — Герой Советского Союза.

## Инфраструктура
Было личное подсобное хозяйство с зоной сельскохозяйственного использования, индивидуальная застройка усадебного типа. В 1926 году 28 хозяйств, из них 26 крестьянских.